# Lingga (Gunung Malela)
Lingga is een bestuurslaag in het regentschap Simalungun van de provincie Noord-Sumatra, Indonesië. Lingga telt 1582 inwoners (volkstelling 2010).